# Vincent (prénom)
Cette page présente le prénom Vincent ainsi que ses variantes.
Pour les articles homonymes, voir Vincent.
Vincent est un prénom français masculin d'origine latine, aussi utilisé comme patronyme. 
Dérivé du nom romain (chrétien) Vincentius, formé à partir du verbe latin vincere (« vaincre »), il désigne notamment plusieurs saints de l'Église catholique, notamment saint Vincent de Saragosse, martyrisé en 304.

## Historique

### Dans l'Antiquité
Vincentius est un dérivé anthroponymique en -ius du latin vincens, vincentis, participe présent de vinco, vincis, vincere, vici, victum (« vaincre », « triompher »), dont le participe passé (victus) donne le nom latin victor (« vainqueur »), à l'origine du prénom français « Victor ».
Le prénom Vincentius est attesté dans un poème de Prudence (348-405), relatif à Vincent de Saragosse (Peristephanon, poème n° 5).
Ce prénom est très populaire à partir du IIe siècle chez les chrétiens[réf. nécessaire] pour lesquels il a vraisemblablement un sens mystique (victoire sur le mal, la mort, etc.)

### Au Moyen Âge
En français médiéval, où il existe longtemps deux cas (cas sujet et cas régime), Vincentius devient  Vincens (sujet) et Vincent (régime). 
Son emploi au Moyen Âge résulte principalement du culte de saint Vincent de Saragosse.
Au XIIIe siècle, l'opposition cas sujet-cas régime disparaît de la langue française en ce qui concerne les noms, la forme retenue étant celle du cas régime. 

## Variantes

### En français
La forme féminine de « Vincent » est « Vincente ».
Variantes féminines : : « Vinciane », « Vincence », , Vincentine.

### Langues et dialectes de France
- occitan : Vincenç
- poitevin : Véncent
- Alsacien : Vinzans
- basque : Bixente
- breton : Visant
- catalan : Vicenç

### Langues et dialectes d'Europe (hors de France)
- allemand : Vinzenz, Vincenz
- anglais : Vincent (abrégé en Vince)
- basque : Bixente
- catalan : Vicenç (Vicent en valencien)
- espagnol : Vicente et Vicens
- grec moderne : Βικέντιος (Vikéntios)
- hongrois : Vince
- italien : Vincenzo
- gaélique irlandais : Uinseann
- néerlandais : Vincent
- polonais : Wincenty
- portugais : Vicente
- russe : Викентий (Vikentij)
- serbe : Викентије (Vikentije)
- slovaque : Vincent
- suédois : Vincent
- tchèque : Vincenc
- ukrainien : Vikentiy

### Dans le monde (hors d'Europe)
- arabe : phonétiquement فنسنت (Finsént), sémantiquement منصور (Mansour)
- japonais : ヴァンサン, ヴィンセント
- tagalog : Vincent
- turc : Vincent

## Personnalités
- Pour l'ensemble des articles sur les personnes portant ce prénom, consulter :
  - la liste des articles dont le titre commence par ce prénom
  - les listes produites par Wikidata : Liste des personnes de prénom « Vincent » — même liste en incluant les éventuels prénoms composés qui contiennent « Vincent ».

### Saints catholiques et hommes d'Église
- Voir Saint Vincent

Saint Vincent de Saragosse, mort martyrisé sous le règne (284-305) de l'empereur Dioclétien, est fêté le 22 janvier. Il est considéré comme le patron des vignerons dans la plus grande partie de la France).
- Vincent, évêque de Maguelone au VIIe siècle ;

Saint Vincent Ferrier (1350-1419), particulièrement connu dans le Roussillon et chez les Français d'origine italienne, est fêté le 5 avril.
Saint Vincent de Paul (1581-1660) est fêté le 27 septembre. 

### Personnalités utilisant ce prénom comme pseudonyme
- Vincent (1974-), de son vrai nom Vincent Beaufrère, dessinateur et scénariste de bande dessinée français ;
- Vincent (1974-), auteur-compositeur et interprète de variétés français.

## Personnages de fiction

### Cinéma
- Vincent Vega, personnage interprété par John Travolta dans Pulp Fiction de Quentin Tarantino.
- Vincent, le tueur à gage interprété par Tom Cruise dans le film Collateral de Michael Mann.
- Vincent Benedict, interprété par Danny DeVito dans le film Jumeaux.
- Vincent, personnage joué par Jean Reno dans le film Ronin.
- Vincent Freeman, personnage principal du film Gattaca.
- Vincent Corleone, interprété par Andy García dans Mario Puzo's The Godfather : Part III de Francis Ford Coppola.
- Vincent, robot dans le film Le Trou noir de Walt Disney Pictures.
- Vincent Hanna, personnage interprété par Al Pacino dans le film Heat de Michael Mann.
- Vincent Volaju, personnage du film de Cowboy bebop

### Télévision
- Vincent Black, personnage principal de la série télévisée Le Rebelle.
- Vincent Chaumette, un des personnages principaux du feuilleton télévisé Plus belle la vie.
- David Vincent, personnage principal de la série télévisée Les Envahisseurs.

### Littérature
- Vincent, personnage à la fois réel et fictif du roman Fou de Vincent d'Hervé Guibert, Editions de Minuit.
- Vincent, amoureux de Mireille dans Mireille de Frédéric Mistral.
- Vincent Valentine, personnage de la saga Final Fantasy.